# Hylaeus curtulus
Hylaeus curtulus är en biart som först beskrevs av Joseph Vachal 1910.  Hylaeus curtulus ingår i släktet citronbin, och familjen korttungebin. Inga underarter finns listade i Catalogue of Life.